# 3' 非翻訳領域
3' 非翻訳領域は成熟mRNA のコーディング領域の下流にあるタンパク質に翻訳されない領域を指す。

成熟mRNA の構造

3' 非翻訳領域にはmRNA の安定性やタンパク質の翻訳を調節している幾つかの標的（認識）部位が存在している。
- ポリアデニレーションシグナル（polyadenylation signal：AAUAAA）はmRNA の3' 末端へのpoly(A) 付加のシグナルとなり、poly(A) 付加によってmRNA の安定性を高める[1][2]。
- タンパク質のmRNA 標的部位であるadenine/uridine-rich elements（AREs）[3]やGU-rich elements[4] 等はmRNA の安定性やタンパク質の翻訳の調節に寄与している。
- Alu element の繰り返し領域はmRNA に二本鎖構造を取らせ、ADAR 酵素によってアデニンが修飾を受け易くなり、mRNA を細胞核に局在化させる。[5]
- MiRNA 標的部位によるタンパク質の翻訳抑制またはmRNA の分解[6][7]。